# دمای کوری
در علم فیزیک و مواد، دمای کوری (TC) یا نقطه کوری، دمایی است که در دماهای بالاتر از آن برخی از مواد خاصیت مغناطیسی دائمی خود را از دست می‌دهند، که در اکثر موارد می‌توانند با مغناطیسی القایی جایگزین شوند. درجه حرارت کوری به نام پیر کوری نامگذاری‌شده‌است که نشان داد خاصیت مغناطیسی در یک دمای بحرانی از بین می‌رود.
نیروی مغناطیس توسط گشتاور مغناطیسی تعیین می‌شود، یک گشتاور دوقطبی درون یک اتم که از حرکت زاویه‌ای و چرخش الکترون‌ها منشأ می‌گیرد. مواد دارای ساختارهای ذاتی مختلف گشتاور مغناطیسی هستند که به درجه حرارت بستگی دارد. دمای کوری یک نقطه بحرانی است که در آن گشتاور مغناطیسی ذاتی یک ماده تغییر جهت می‌دهد.
خاصیت مغناطیسی دائمی با هم‌ترازی گشتاور مغناطیسی ایجاد می‌شود و خاصیت مغناطیسی القایی هنگامی به وجود می‌آید که گشتاورهای مغناطیسی بی‌نظم تحت یک میدان مغناطیسی اعمال‌شده هم‌ردیف می‌شوند. به عنوان مثال، گشتاورهای مغناطیسی مرتب شده (فرومغناطیسی، شکل ۱) در دمای کوری تغییر می‌کنند و بی‌نظم می‌شوند (پارامغناطیسی، شکل ۲). هرچه دما بالاتر می‌رود آهنرباها ضعیف‌تر می‌شوند، به طوری که مغناطیس خودبخودی فقط در دماهای پایین‌تر از دمای کوری رخ می‌دهد. پذیرفتاری مغناطیسی بالاتر از دمای کوری را می‌توان از قانون کوری-ویس، که از قانون کوری بدست آمده محاسبه کرد.
در قیاس مواد فرومغناطیس و پارامغناطیس، می‌توان از دمای کوری برای توصیف انتقال فاز بین فروالکتریسیته و پاراالکتریسیته استفاده کرد.
| ماده                         | دمای کوری (K) |
| ---------------------------- | ------------- |
| آهن (Fe)                     | ۱۰۴۳          |
| کبالت (Co)                   | ۱۴۰۰          |
| نیکل (Ni)                    | ۶۲۷           |
| گادولینیوم (Gd)              | ۲۹۲           |
| دیسپروزیم (Dy)               | ۸۸            |
| بیسموتید منگنز (MnBi)        | ۶۳۰           |
| آنتی آمید منگنز (MnSb)       | ۵۸۷           |
| کروم (IV) اکسید (CRO 2)      | ۳۸۶           |
| آرسنید منگنز (MnAs)          | ۳۱۸           |
| اکسید یوروپیوم (EuO)         | ۶۹            |
| آهن(III) اکسید (Fe2O3)       | ۹۴۸           |
| اکسید آهن(II,III) (FeOFe2O3) | ۸۵۸           |
| NiO–Fe2O3                    | ۸۵۸           |
| CuO–Fe2O3                    | ۷۲۸           |
| MgO–Fe2O3                    | ۷۱۳           |
| MnO–Fe2O3                    | ۵۷۳           |
| گارنت آهن ایتریوم (Y3Fe5O12) | ۵۶۰           |
| آهنرباهای نئودیمیم           | ۵۸۳–۶۷۳       |
| آلنیکو                       | ۹۷۳–۱۱۳۳      |
| آهنرباهای ساماریوم-کبالت     | ۹۹۳–۱۰۷۳      |
| استرانس فریت                 | ۷۲۳           |

## گشتاور مغناطیسی
گشتاورهای مغناطیسی گشتاورهای دوقطبی دائمی درون یک اتم هستند که از حرکت زاویه‌ای و چرخش الکترون با رابطه μl = el/2me بدست می‌آید، جایی که me جرم یک الکترون است، μl گشتاور مغناطیسی و l تکانه زاویه‌ای است؛ به این نسبت، نسبت چرخامغناطیسی یا نسبت ژیرومغناطیسی (به انگلیسی: gyromagnetic ratio) گفته می‌شود.
الکترون‌های موجود در یک اتم ازطریق تکانه زاویه‌ای خود و حرکت مداری آنها در اطراف هسته به ایجاد گشتاور مغناطیسی کمک می‌کنند. گشتاور مغناطیسی حاصل از هسته بر خلاف گشتاور مغناطیسی الکترون‌ها ناچیز است. بالارفتن دما منجر به ایجاد الکترون‌های با انرژی بالاتر می‌شود که نظم و صف‌بندی دوقطبی‌ها را به هم می‌زند. مواد فرومغناطیسی، پارامغناطیسی، فری مغناطیسی و ضدفرومغناطیسی دارای ساختارهای گشتاور مغناطیسی ذاتی متفاوتی هستند. در دمای کوری یک ماده، این خصوصیات تغییر می‌کنند. انتقال از ضدفرومغناطیسی به پارامغناطیسی (یا برعکس) در دمای نیل اتفاق می‌افتد، که مشابه دمای کوری است.

| پایین TC      | بالای TC       |
| ------------- | -------------- |
| فرومغناطیسی   | ↔ پارامغناطیسی |
| فرومغناطیسی   | ↔ پارامغناطیسی |
| پایین TN      | بالا TN        |
| ضدفرومغناطیسی | ↔ پارامغناطیسی |

جهت‌گیری گشتاورهای مغناطیسی در مواد
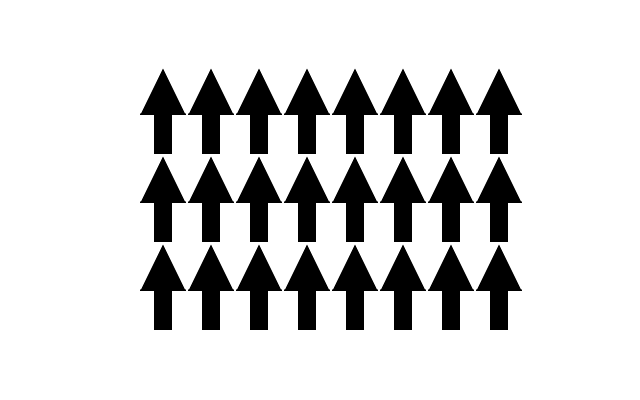
فرومغناطیس : گشتاورهای مغناطیسی در یک ماده فرومغناطیسی. گشتاورهای مغناطیسی در نبود میدان مغناطیسی خارجی ، منظم و هم اندازه هستند.(شکل۱)
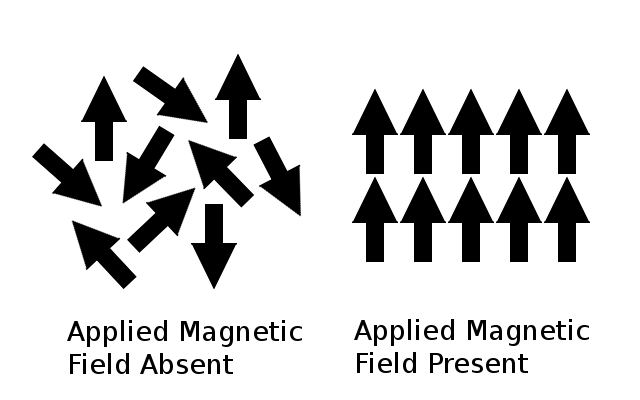
پارامغناطیس : گشتاورهای مغناطیسی در ماده پارامغناطیسی. گشتاورهای مغناطیسی در نبود میدان مغناطیسی خارجی نامنظم اند و در حضور میدان مغناطیسی خارجی منظم اند.(شکل۲)
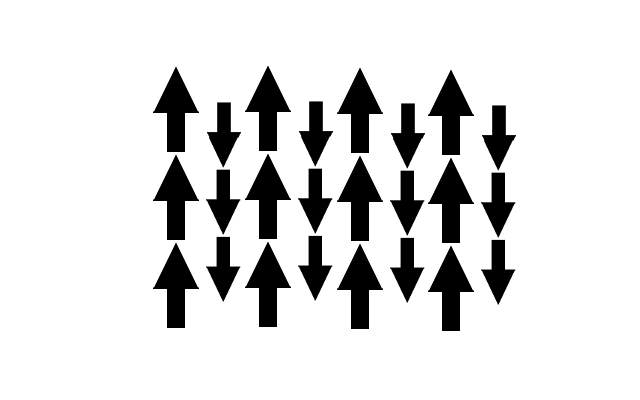
فری‌مغناطیس : گشتاورهای مغناطیسی در یک ماده فری‌مغناطیس. گشتاورها به طور متضاد هم‌ردیف بوده و به دلیل ساخته شدن از دو یون مختلف ، دارای اندازه‌های متفاوت هستند. این در صورت عدم وجود میدان مغناطیسی خارجی است.
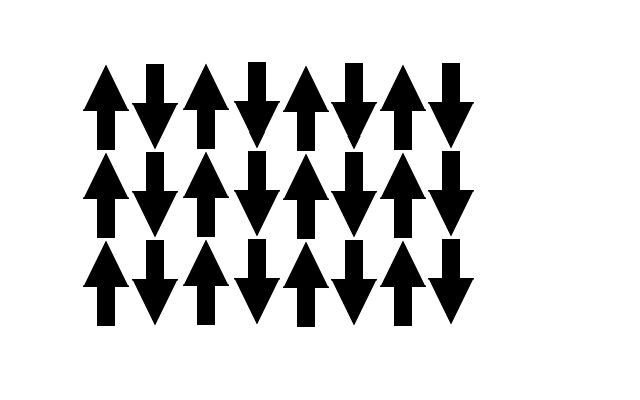
آنتی‌فرومغناطیس : گشتاورهای مغناطیسی در ماده آنتی‌فرومغناطیسی. گشتاورها به طور متضاد هم‌ردیف بوده و بزرگی‌های یکسانی دارند. این در صورت عدم وجود میدان مغناطیسی خارجی است.

## موادی با گشتاور مغناطیسی که در دمای کوری خواصشان تغییر می‌کند
ساختارهای فرومغناطیسی، پارامغناطیسی، فری‌مغناطیسی و ضد فرومغناطیسی از گشتاورهای مغناطیسی ذاتی تشکیل شده‌اند. اگر تمام الکترون‌های موجود در ساختار جفت شوند، این گشتاورها به دلیل چرخش‌ها و گشتاورهای زاویه‌ای مخالف خنثی می‌شوند؛ بنابراین، حتی با یک میدان مغناطیسی خارجی، این مواد دارای خواص مختلفی هستند و دمای کوری ندارند.

## مواد پارامغناطیسی
یک ماده فقط بالاتر از دمای کوری آن پارامغناطیس است. درغیاب میدان مغناطیسی خارجی مواد پارامغناطیسی خاصیت مغناطیسی ندارند و در حضور میدان خارجی این مواد دارای خاصیت مغناطیسی هستند. در غیاب میدان مغناطیسی خارجی، گشتاورهای مغناطیسی بی‌نظم هستند، یعنی اتمها نامتقارن و تراز نشده هستند. در حضور یک میدان مغناطیسی خارجی، گشتاورهای مغناطیسی به‌طور موقت با میدان خارجی موازی می‌شوند. در حضور میدان خارجی اتم‌ها متقارن و هم تراز هستند و گشتاورهای مغناطیسی در یک راستا قرار دارند که باعث ایجاد میدان مغناطیسی القایی می‌شود.
مواد پارامغناطیس، به میدان مغناطیسی خارجی واکنش نشان می‌دهند که این واکنش به عنوان پذیرفتاری مغناطیسی شناخته می‌شود. پذیرفتاری مغناطیسی فقط برای مواد با گشتاورهای مغناطیسی بی‌نظم در دماهای بالاتر از دمای کوری اتفاق می‌افتد.
منابع پارامغناطیس (موادی که درجه حرارت کوری دارند) عبارتند از:
- تمام اتم‌هایی که الکترون‌های جفت‌نشده دارند.
- اتم‌هایی که لایه‌های الکترونی درونی ناقص دارند.
- رادیکال‌های آزاد؛
- فلزات

در دماهای بالاتر از دمای کوری، اتم‌ها برانگیخته می‌شوند و جهت چرخش الکترون‌ها تصادفی می‌شود اما در حضور یک میدان خارجی مجدداً منظم می‌شوند، یعنی مواد پارامغناطیس می‌شوند. در دماهای پایین‌تر از دمای کوری، اتم‌ها منظم اند و مواد فرومغناطیسی اند. میدان مغناطیسی القایی مواد پارامغناطیسی در مقایسه با میدان مغناطیسی مواد فرومغناطیسی بسیار ضعیف است.

## مواد فرومغناطیسی
مواد فقط در دماهای پایین‌تر از دمای کوری‌شان فرومغناطیس هستند. مواد فرومغناطیسی در صورت عدم وجود میدان مغناطیسی خارجی نیز خاصیت مغناطیسی دارند.
در غیاب میدان مغناطیسی خارجی، ماده دارای خاصیت مغناطیسی خودبخودی است که نتیجه گشتاورهای مغناطیسی مرتب شده‌است؛ یعنی، برای مواد فرومغناطیس، اتم‌ها متقارن و در یک راستا قرار دارند و یک میدان مغناطیسی دائمی ایجاد می‌کنند.

## مواد فری‌مغناطیسی
مواد فقط در دماهای کمتر از دمای کوری‌شان فری‌مغناطیسی هستند. مواد فری‌مغناطیسی در صورت عدم وجود میدان مغناطیسی خارجی دارای خاصیت مغناطیسی بوده و از دو یون مختلف تشکیل می‌شوند.
در غیاب میدان مغناطیسی خارجی، این مواد خاصیت مغناطیسی خودبخودی دارند و این نتیجه گشتاورهای مغناطیسی مرتب شده‌است؛ یعنی، برای مواد فری‌مغناطیس گشتاورهای مغناطیسی یک یون در یک جهت با بزرگی مشخص تراز می‌شوند و گشتاورهای مغناطیسی یون دیگر در جهت مخالف با بزرگی متفاوت تراز می‌شوند. از آنجا که گشتاورهای مغناطیسی در جهات متفاوت اندازهٔ متفاوت دارند، باز هم یک مغناطیس خودبه‌خودی به‌وجود می‌آید و یک میدان مغناطیسی نیز وجود دارد.
در مواد فری‌مغناطیس در زیر دمای کوری، اتم‌ها و گشتاورهای مغناطیسی هر یون منظم قرار می‌گیرند و باعث ایجاد خاصیت مغناطیسی خودبخودی می‌شوند. بالاتر از دمای کوری، مواد پارامغناطیسی هستند زیرا اتم‌ها گشتاورهای مغناطیسی مرتب شده خود را از دست می‌دهند و ماده تحت گذار فازی قرار می‌گیرد.

## آنتی‌فرومغناطیس و دمای نیل
مواد فقط در دماهای پایین‌تر از دمای نیل ضدفرومغناطیس هستند. مانند دمای کوری، در بالاتر از دمای نیل نیز ماده تحت گذار فازی قرار می‌گیرد و پارامغناطیس می‌شود.